# Stefano Borgonovo
Stefano Borgonovo (Giussano, 17 marzo 1964 – Giussano, 27 giugno 2013) è stato un calciatore italiano, di ruolo attaccante.
Nel 2008 aveva dato vita alla Fondazione Stefano Borgonovo Onlus che sostiene la ricerca per vincere la SLA da cui egli stesso era affetto.

## Biografia
Stefano Borgonovo era sposato e aveva 4 figli.
Dopo esser stato colpito dalla SLA, è stato insignito di vari importanti riconoscimenti: l’Ambrogino d’Oro a Milano nel 2008, l’Abbondino d'oro a Como nel 2009 conferito da Simone Mazzocchetti e il Fiorino d'oro a Firenze nel 2010, benemerenza e massima onorificenza civica attribuibile a un non fiorentino. Ma riceve anche l'intitolazione della via che porta allo stadio delle Due Strade nel capoluogo toscano.
Nell'aprile 2010 è uscito il suo libro Attaccante nato con la prefazione di Silvio Berlusconi che ha ottenuto importanti riconoscimenti: il Premio Gianni Brera (Milano, gennaio 2011), il Premio Andrea Fortunato (Roma, febbraio 2011) e uno speciale riconoscimento all’interno della sezione saggistica del 45º Concorso letterario promosso dal CONI (Roma, novembre 2011).

## Carriera

### Giocatore

#### Club

##### Como e Sambenedettese

Borgonovo al Como nel 1986

Ha esordito in Serie A il 14 marzo 1982, pochi giorni prima del suo 18º compleanno, con la maglia del Como contro l'Ascoli. Nelle due stagioni seguenti ha giocato sempre con i lariani fra i cadetti, per passare nel 1984 alla Sambenedettese con cui disputa un campionato segnando 13 goals. Torna l'anno seguente al Como, in Serie A, disputando un'altra stagione nella quale segna 10 goals, a cui seguono altre due annate nel club.

##### Fiorentina
Nel 1986 viene acquistato per 4 miliardi di lire dal Milan che lo lascia al Como per altre due stagioni e successivamente lo gira in prestito alla Fiorentina.
In maglia viola forma la coppia d'attacco con Roberto Baggio soprannominata "B2". I due realizzano 29 dei 44 goal totali messi a segno in campionato dalla Fiorentina: 14 per Stefano Borgonovo, 15 per Roberto Baggio. Un suo goal di testa al 90º su corner di Baggio regala ai viola la vittoria per 2-1 sulla Juventus e un'altra rete all'85º sancisce il 4-3 contro l'Inter capolista e futura campione d'Italia: Borgonovo intuisce il retropassaggio di Beppe Bergomi a Walter Zenga, lo intercetta con uno scatto fulmineo e deposita la palla in rete.

Stefano Borgonovo (a destra) e Roberto Baggio, tandem d'attacco della Fiorentina 1988-1989.

Al termine della stagione, il Milan, proprietario del cartellino, richiama l'attaccante a Milano. Borgonovo vorrebbe restare a Firenze, città alla quale è ormai legato: insiste quindi con Adriano Galliani affinché gli venga concesso almeno un altro anno di prestito, ma la sua richiesta non viene esaudita.

##### Milan
Rientrato al Milan, segna un gol nel 3-0 contro il Cesena alla prima di campionato, e una tripletta al Galatasaray in amichevole. Dopo due mesi si infortuna gravemente al ginocchio. Operatosi a Firenze per sua volontà, rientra in tempo per dare il suo contributo nella vittoria finale in Coppa dei Campioni, segnando gli unici due gol in trasferta della squadra (a Helsinki e in semifinale contro il Bayern Monaco). Nella semifinale di andata contro il Bayern Monaco, il Milan vince in casa per 1-0 con un rigore di Marco van Basten fischiato per un fallo sullo stesso Borgonovo, mentre al ritorno Borgonovo segna il gol in trasferta, che, nonostante la sconfitta per 2-1, spinge il Milan verso la finale in virtù della regola dei gol fuori casa.

##### Ultimi anni
Al termine della stagione torna alla Fiorentina nel frattempo passata a Mario Cecchi Gori, che come primo acquisto annuncia proprio Borgonovo, per 8 miliardi di lire.
Dopo due stagioni (42 presenze e 7 gol tra campionato e Coppa Italia), nel 1992 lascia la Fiorentina e si trasferisce al Pescara. A Pescara segna 9 gol, ma retrocede.
Nell'anno successivo Borgonovo torna in Serie A passando all'Udinese con cui segna 5 gol in 12 partite, tra cui la sua ultima doppietta in Serie A nella sfida salvezza contro la Cremonese (3-3) che non basta a impedire la retrocessione della squadra friulana. Proprio a Udine chiude nel 1996 la carriera, dopo un anno al Brescia: nelle ultime due annate non fa gol.

#### Nazionale
Sempre nel 1988 Borgonovo viene chiamato in Nazionale, con cui esordisce il 22 febbraio 1989 nella ripresa contro la Danimarca. Nel giro di un mese colleziona 3 presenze, le sole della sua carriera, dopo quelle nell'Under-21 del 1985.

### Dopo il ritiro
Passano un po' di anni prima che Borgonovo muova i primi passi da allenatore, tutti compiuti all'interno della società che l'ha visto crescere, il Como, con le diverse formazioni giovanili. Lascia nel 2005 per problemi di salute.

#### La malattia
Il 5 settembre 2008 annuncia di essere stato colpito, come accaduto ad altri calciatori, dalla sclerosi laterale amiotrofica (SLA) e di non essere in grado di parlare se non per mezzo di un sintetizzatore vocale. La notizia raggiunge anche il ritiro della Nazionale, in quella data impegnata in vista della preparazione a due incontri di qualificazione alla Coppa del Mondo di calcio del 2010, dove Gianluigi Buffon e Fabio Cannavaro si dicono preoccupati perché negli ultimi anni molti calciatori ritirati sono stati colpiti e uccisi dalla SLA (tra cui il giovane Lauro Minghelli, Adriano Lombardi, Albano Canazza, Piergiorgio Corno e Gianluca Signorini).

#### L'impegno nel sociale
Il 21 settembre 2008 allo stadio Giuseppe Sinigaglia di Como in occasione della partita di campionato tra il Como e la Canavese è stato organizzato un evento che ha visto partecipare lo stesso Borgonovo e molti suoi ex compagni e avversari. L'incasso della giornata è andato interamente alla neonata Fondazione.
Mercoledì 8 ottobre 2008 allo stadio Artemio Franchi di Firenze, Fiorentina e Milan sono scese in campo per una amichevole dedicata a Borgonovo, il cui ricavato è stato devoluto alla ricerca sulla SLA.
Il 27 marzo 2009, allo stadio Luigi Ferraris di Genova, gli sportivi genovesi di Genoa e U.C. Sampdoria si sono riuniti intorno a lui per la partita di calcio benefica "Uniti contro la SLA" il cui incasso è andato alla Fondazione Borgonovo e alla Gigi Ghirotti. Il 7 settembre 2009 allo stadio Giuseppe Meazza, si sono affrontate nella consueta partita di calcio benefica "Uniti contro la SLA", le vecchie glorie del Milan e del Real Madrid; l'incasso è stato devoluto alla Fondazione Borgonovo e alla Gigi Ghirotti. Il 13 aprile 2010 allo stadio Artemio Franchi, in occasione della partita di ritorno della semifinale di Coppa Italia fra Fiorentina e Inter, a cui ha assistito dalla Curva Fiesole, gli è stato conferito il "Fiorino d'oro", massima onorificenza per un cittadino non fiorentino.
Borgonovo muore nel pomeriggio del 27 giugno 2013 all'età di 49 anni. In quel giorno si giocò la semifinale di FIFA Confederations Cup Spagna-Italia, che la nazionale azzurra disputò con il lutto al braccio.
(Roberto Baggio)
Il 1º luglio è stato celebrato il funerale nella sua città natale alla presenza di circa tremila persone, tra cui diversi personaggi del mondo del calcio; terminati i funerali, ha ricevuto sepoltura nel cimitero di Giussano.

## Statistiche

### Presenze e reti nei club[21]
| Stagione          | Squadra           | Campionato        | Campionato | Campionato | Coppe nazionali | Coppe nazionali | Coppe nazionali | Coppe continentali | Coppe continentali | Coppe continentali | Altre coppe | Altre coppe | Altre coppe | Totale | Totale |
| Stagione          | Squadra           | Comp              | Pres       | Reti       | Comp            | Pres            | Reti            | Comp               | Pres               | Reti               | Comp        | Pres        | Reti        | Pres   | Reti   |
| ----------------- | ----------------- | ----------------- | ---------- | ---------- | --------------- | --------------- | --------------- | ------------------ | ------------------ | ------------------ | ----------- | ----------- | ----------- | ------ | ------ |
| 1981-1982         | Como              | A                 | 1          | 0          | CI              | 0               | 0               | -                  | -                  | -                  | -           | -           | -           | 1      | 0      |
| 1982-1983         | Como              | B                 | 17+1       | 1+0        | CI              | 2               | 0               | -                  | -                  | -                  | -           | -           | -           | 20     | 1      |
| 1983-1984         | Como              | B                 | 16         | 2          | CI              | 5               | 0               | -                  | -                  | -                  | -           | -           | -           | 21     | 2      |
| 1984-1985         | Sambenedettese    | B                 | 33         | 13         | CI              | 5               | 0               | -                  | -                  | -                  | -           | -           | -           | 38     | 13     |
| 1985-1986         | Como              | A                 | 29         | 10         | CI              | 10              | 3               | -                  | -                  | -                  | -           | -           | -           | 39     | 13     |
| 1986-1987         | Como              | A                 | 18         | 2          | CI              | 0               | 0               | -                  | -                  | -                  | -           | -           | -           | 18     | 2      |
| 1987-1988         | Como              | A                 | 15         | 1          | CI              | 2               | 3               | -                  | -                  | -                  | -           | -           | -           | 17     | 4      |
| Totale Como       | Totale Como       | Totale Como       | 96+1       | 16         |                 | 19              | 6               |                    | -                  | -                  |             | -           | -           | 116    | 22     |
| 1988-1989         | Fiorentina        | A                 | 30         | 14         | CI              | 5               | 2               | -                  | -                  | -                  | -           | -           | -           | 35     | 16     |
| 1989-1990         | Milan             | A                 | 13         | 2          | CI              | 4               | 2               | CC                 | 5                  | 2                  | SU+CInt     | 0           | 0           | 22     | 6      |
| 1990-1991         | Fiorentina        | A                 | 23         | 1          | CI              | 1               | 1               | -                  | -                  | -                  | -           | -           | -           | 24     | 2      |
| 1991-1992         | Fiorentina        | A                 | 14         | 3          | CI              | 4               | 2               | -                  | -                  | -                  | -           | -           | -           | 18     | 5      |
| Totale Fiorentina | Totale Fiorentina | Totale Fiorentina | 67         | 18         |                 | 10              | 5               |                    | -                  | -                  |             | -           | -           | 77     | 23     |
| 1992-1993         | Pescara           | A                 | 28         | 9          | CI              | 1               | 2               | -                  | -                  | -                  | -           | -           | -           | 29     | 11     |
| 1993-gen. 1994    | Pescara           | B                 | 7          | 2          | CI              | 0               | 0               | -                  | -                  | -                  | CAI         | ?           | ?           | 7+     | 2+     |
| Totale Pescara    | Totale Pescara    | Totale Pescara    | 35         | 11         |                 | 1               | 2               |                    | -                  | -                  |             | ?           | ?           | 36+    | 13+    |
| gen.-giu. 1994    | Udinese           | A                 | 12         | 5          | CI              | 1               | 0               | -                  | -                  | -                  | -           | -           | -           | 13     | 5      |
| 1994-1995         | Brescia           | A                 | 14         | 0          | CI              | 0               | 0               | -                  | -                  | -                  | -           | -           | -           | 14     | 0      |
| 1995-1996         | Udinese           | A                 | 7          | 0          | CI              | 0               | 0               | -                  | -                  | -                  | -           | -           | -           | 7      | 0      |
| Totale Udinese    | Totale Udinese    | Totale Udinese    | 19         | 5          |                 | 1               | 0               |                    | -                  | -                  |             | -           | -           | 20     | 5      |
| Totale carriera   | Totale carriera   | Totale carriera   | 278        | 65         |                 | 40              | 15              |                    | 5                  | 2                  |             | 0+          | 0+          | 323+   | 82+    |

### Cronologia presenze e reti in nazionale
| Cronologia completa delle presenze e delle reti in nazionale ― Italia | Cronologia completa delle presenze e delle reti in nazionale ― Italia | Cronologia completa delle presenze e delle reti in nazionale ― Italia | Cronologia completa delle presenze e delle reti in nazionale ― Italia | Cronologia completa delle presenze e delle reti in nazionale ― Italia | Cronologia completa delle presenze e delle reti in nazionale ― Italia | Cronologia completa delle presenze e delle reti in nazionale ― Italia | Cronologia completa delle presenze e delle reti in nazionale ― Italia |
| Data                                                                  | Città                                                                 | In casa                                                               | Risultato                                                             | Ospiti                                                                | Competizione                                                          | Reti                                                                  | Note                                                                  |
| --------------------------------------------------------------------- | --------------------------------------------------------------------- | --------------------------------------------------------------------- | --------------------------------------------------------------------- | --------------------------------------------------------------------- | --------------------------------------------------------------------- | --------------------------------------------------------------------- | --------------------------------------------------------------------- |
| 22-2-1989                                                             | Pisa                                                                  | Italia                                                                | 1 – 0                                                                 | Danimarca                                                             | Amichevole                                                            | -                                                                     | 74’                                                                   |
| 25-3-1989                                                             | Vienna                                                                | Austria                                                               | 0 – 1                                                                 | Italia                                                                | Amichevole                                                            | -                                                                     | 21’                                                                   |
| 29-3-1989                                                             | Sibiu                                                                 | Romania                                                               | 1 – 0                                                                 | Italia                                                                | Amichevole                                                            | -                                                                     |                                                                       |
| Totale                                                                |                                                                       | Presenze                                                              | 3                                                                     |                                                                       | Reti                                                                  | 0                                                                     |                                                                       |

## Palmarès

### Club
Competizioni Internazionali
- Coppa Intercontinentale: 1

Milan: 1989
- Supercoppa UEFA: 1

Milan: 1989
- Coppa dei Campioni: 1

Milan: 1989-1990